# 納瓊河
50°39′03″N 13°22′13″E / 50.6508°N 13.3702°E

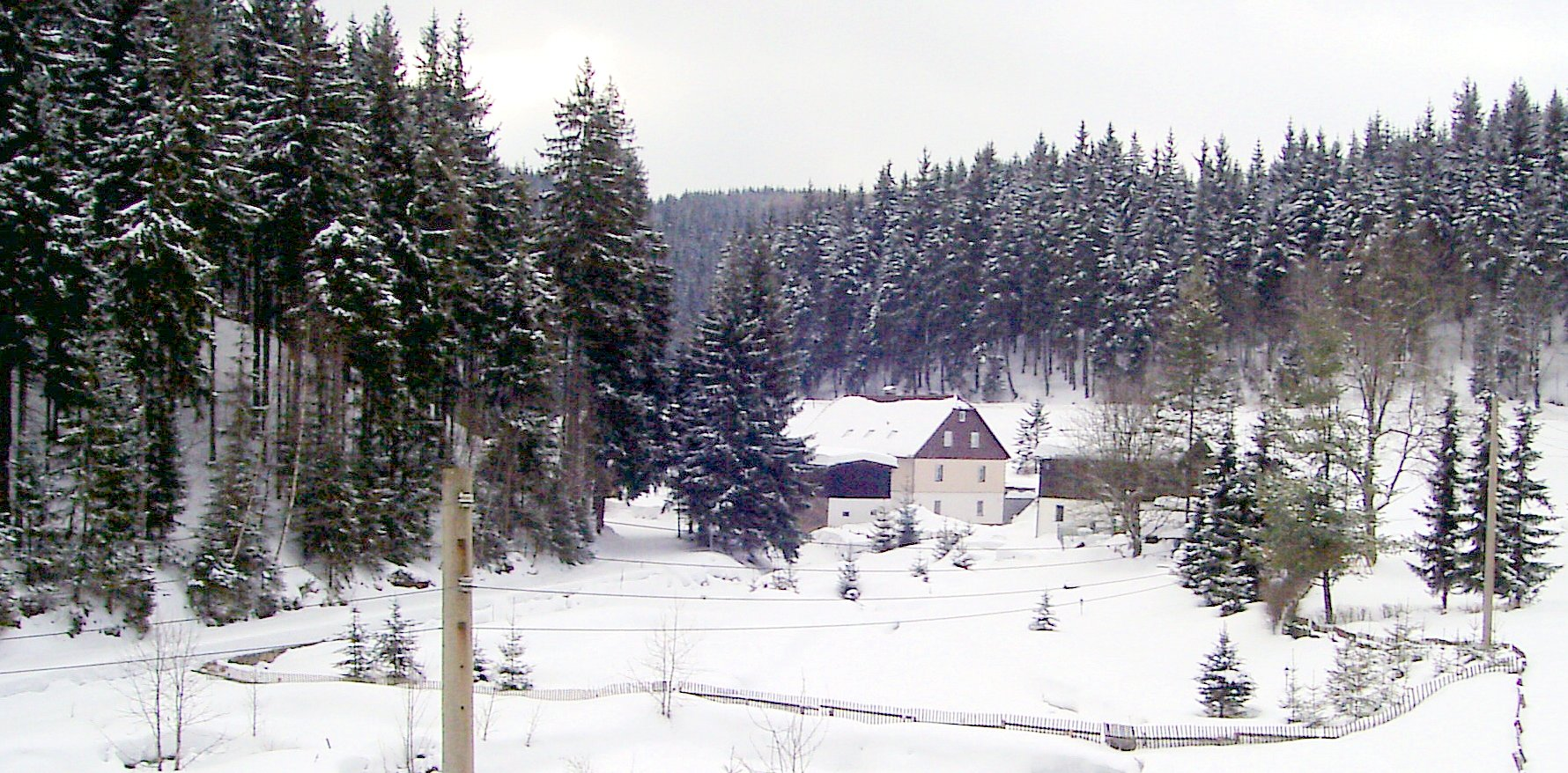

納瓊河（英語：Natzschung）是歐洲的河流，流經德國薩克森州和捷克波希米亞，處於布拉格西北面100公里，屬於弗勒阿河的左支流，河道全長17公里，流域面積80平方公里。

## 外部連結
- 维基共享资源上的相關多媒體資源：納瓊河